# Macromitrium flavopilosum
Macromitrium flavopilosum là một loài rêu trong họ Orthotrichaceae. Loài này được R.S. Williams mô tả khoa học đầu tiên năm 1911.